# 해일

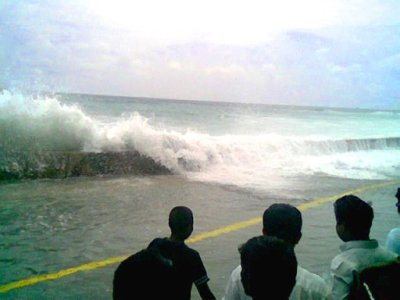
몰디브의 말레에 2004년 12월 26일 닥친 지진해일.

해일(海溢)은 바다에서 높은 파도가 밀려오는 현상으로 폭풍에 의해서 발생하는 것과 외부적인 충격에 의해서 발생하는 것이 있다. 이 중 태풍이나 저기압 등에 의해 생기는 것을 폭풍해일, 지진이나 화산 활동 등에 의해 생기는 것을 지진해일(쓰나미)이라고 구분해서 부른다. 빙하의 붕괴로 일어나는 해일을 얼음 해일이라고 하는데, 1960년대쯤 알래스카에서 발생한 얼음 해일은 높이가 무려 250m(보통의 고개 높이)나 되었다고 한다.
해일은 검조의로 관측한다. 해일경보가 발표되면 즉시 높은 산으로 피해야한다. 지진이 많이 나는 곳에 해일이 많이 일어나는데 특히 일본쪽이 해일이 많이 발생한다.
한반도에서는 1088년에 처음으로 《고려사》에 해일이 기록되어있고, 《조선왕조실록》에는 1392~1903년까지 44회의 해일이 일어났다고 한다. 그만큼 대비해야 한다.

## 개요
해일의 주기는 십여 분(分)에서 수십 분이며, 파장은 수백 km에 달한다. 따라서 태평양(평균 깊이 약 4,000m) 위를 진행하고 있을 때는 파장이 항상 깊이의 20배 이상 되기 때문에 장파를 유지한다. 속도는 깊이가 4,000m일 때 시속 약 720km이다. 1960년에는 남미의 칠레 먼 바다에서 생긴 큰 해일이 태평양을 가로질러 일본 연안까지 밀려왔다.
해일은 해저의 대지진 등으로 지름 수백 킬로미터 규모의 해저가 몇 미터 상승하게 되면, 그에 따라 해면에 요철이 생기면서 사방으로 퍼져서 생긴다. 그 밖에도 화산 폭발이나 육상에 있던 물체가 바닷속으로 들어갈 때에도 생긴다. 1958년에는 알래스카 리투야만의 피오르드해안의 붕괴로 높이 524m의 큰 해일이 발생하기도 했다.
해일은 장파이며, 해안에 가까우면 바다의 깊이가 얕아져 속도가 줄어든다. 해안에 가까워짐에 따라 파도의 앞부분이 늦어지고 뒷부분이 따라와 에너지는 좁은 범위로 압축된다. 그렇기 때문에 먼바다에서는 그다지 대수롭지 않았던 파도가 해안에서는 높이 수십m의 큰 파도가 되기도 한다. 그런데, 대양에서는 주기 수십 분, 파고(波高) 10m 정도의 파도를 만나도 배 위에서는 해일 그 자체를 인식하기 어렵다. 그러나, 해안에서는 10m 높이의 파도는 큰 파도로 당장에 눈에 들어온다. 발원지에서 나온 해일은 발원지와 해안 사이에서 광범위하게 퍼지는데, 이때 파고는 어느 정도 낮아진다. 그러나, 이러한 경우라도 큰 해일의 파고가 1m 이하가 되는 일은 칠레 해일 같은 특수한 경우를 제외하면 일반적으로는 생각할 수 없다.
화산이 폭발한 경우 어떠한 연유로 해일이 생기는지에 대해서는 여러 가지로 추정할 수 있지만, 리투야 만의 경우를 보더라도 육상의 물체에 의한 지면 붕괴가 그 원인으로 추측된다. 화산에 의한 해일은 폭발로 인해 공중 높이 퉁겨져 올라간 물체가 낙하하여 해면에 강한 자극을 주어 생기는 것이다. 1883년의 크라카토아 섬의 폭발에 의한 해일 피해는 사상 최고로 3만 6천 명이나 되는 인명을 앗아갔다. 크라카토아 섬 등의 강한 폭발은 화산 용암이 데이사이트(Delessite)로 구성되어 있었기 때문이다. 리아스식 해안은 U자형, V자형의 작은 만이 많으며, 이러한 작은 만 깊숙이에 해일의 에너지가 집중하여 큰 해일이 일어난다.

## 고조
지진에 의한 보통 해일을 지진해일이라고 부르는 데 비해 고조(高潮)는 바람해일이라고 한다. 단번에 수십만 명의 인명 피해를 내는 방글라데시 저지대의 고조는 인도양의 사이클론에 의해 일어나는 것이다. 태풍이나 사이클론의 경우는 바람이 일으키는 피해보다도 이른바 2차적 피해인 고조에 의한 피해가 훨씬 크다. 기록으로 남은 고조를 일으킨 대형 태풍은 9월 24일 일주일 전후로 일어나는 것이 압도적으로 많다. 고조의 원인은 태풍이 저기압이기 때문에 넓은 범위에 걸쳐 1m 높이까지 바닷물이 빨려올라감으로써 생긴다. 또한 강풍이 만 깊숙이까지 큰 파도와 함께 바닷물을 밀려오게 하는 것도 원인 중 하나이다. 여기에 만조가 겹치면 대형 고조가 된다. 세 번째와 네 번째 파도가 최고인 지진 해일에 비해 고조는 대개 몇십 분간 해면이 한 차례 높아질 뿐이다. 또한 태풍이 진행하는 방향으로 특히 강풍이 휘몰아치기 때문에 고조도 격렬해지기 쉽다. 고조와 관련하여 간과할 수 없는 것은 큰 만 깊숙이 있는 대도시의 지반 침하 문제이다. 해양오염이나 대기오염 등은 인간의 감각으로 느껴진다. 이에 비해 지반침하는 감각적으로 느껴지는 것이 아니라 해마다 침하량이 확실히 가산되는 심각한 공해이며, 철저한 파괴를 예고하고 있다.